# Maria Clelia Cardona
Maria Clelia Cardona (Viterbo, 5 novembre 1940 – Roma, 15 giugno 2024) è stata una poetessa, scrittrice e traduttrice italiana.

## Biografia
Maria Clelia Cardona nacque il 5 novembre 1940 a Viterbo da Giovanni Battista Cardona, grecista, primo traduttore in italiano delle Storie di Polibio, e da Anna Cardinali, allieva del filologo romanzo Giulio Bertoni. Studiò lettere classiche alla Sapienza di Roma e si laureò in archeologia con Ranuccio Bianchi Bandinelli.
A Roma entrò in contatto con l'anglista e scrittrice Angela Giannitrapani e con lei fondò e diresse la rivista di narrativa “malavoglia” (1988-2000). Nei primi anni Ottanta frequentò l'ambiente dei poeti romani, stringendo una durevole amicizia, fra gli altri, con Elio Pecora e Amelia Rosselli, che più volte soggiornò nel casale della famiglia Cardona a Bagnaia. Giacinto Spagnoletti la presentò poi a Mario Luzi (che scrisse poi l'introduzione al suo primo libro di poesie, Il vino del congedo, 1994) e la mise in contatto con Yves Bonnefoy (al quale in seguito curò nel 1998 un'ampia antologia delle opere). Nel corso degli anni Novanta iniziò la collaborazione con il latinista Luca Canali per la realizzazione di opere relative al mondo classico. Durevole fu poi la collaborazione alla rivista “Leggendaria” diretta da Annamaria Crispino e a “Pagine” diretta da Enzo Anania. Nel corso della stesura del poemetto Di fiato e di fuoco (2016) e in occasione del libro di poesie I giorni della merla, conobbe Stefano Agosti, che scrisse sulla sua poesia un saggio uscito su Strumenti critici XXXIV, n.1, 2019. Pubblicò racconti, poesie, saggi di estetica e critica letteraria su varie antologie e riviste, fra le quali Nuovi Argomenti, Problemi, Galleria, L'ozio letterario, La Tartaruga, Gradiva, Blue Guitar, Tabella di marcia, Noi donne. Collaborò anche a Leggendaria e a Pagine. Fu condirettrice della rivista letteraria malavoglia. Pubblicò poi romanzi, raccolte di poesia, traduzioni e saggi, collaborò alla realizzazione dei volumi I Parchi Letterari (Abete, 1990-91; Marsilio, 1998) e I testi della letteratura latina, Einaudi, 1999, e curò L'età di Cesare e L'età di Augusto per Camena. Storia e antologia della Letteratura Latina, diretta da Luca Canali, Einaudi, 2005. Molte sue poesie, inoltre, furono anche tradotte in francese e in inglese.

## Attività letteraria
Maria Clelia Cardona pose al centro di gran parte della sua opera la ricerca dei legami vitali e dei nodi problematici colleganti il passato alla modernità, per verificarne i modi e i limiti del loro rapporto con il mondo attuale.

### Narrativa
Nelle opere di narrativa l'autrice mise in luce l'impossibilità della Storia di giungere alla verità della vita e la conseguente, sia pur problematica, valorizzazione dell'invenzione letteraria.
Ambientò il suo romanzo d'esordio, Il viso in ombra (1985), con introduzione di Roberto Sanesi, nella Spagna di Filippo IV di Spagna e del Conte Duca di Olivares Gaspar de Guzmán y Pimentel presentando come sfondo la Sollevazione della Catalogna del 1640. Il “viso in ombra” è quello di Felipe, il protagonista del romanzo, ma in ombra è soprattutto la verità della Storia e della Vita: “narrazione storica tanto più convincente quanto più la storia è strappata alla storicità” annotò Sanesi. Mario Pomilio osservò che “dietro la parvenza del romanzo storico rivela la sua squisita qualità novecentesca: vi concorre una pagina che s'avvale di una scrittura accorta, impregnata in pari misura di sensiblerie e di intelligenza, tesa abilmente a inseguire lo sfuggente, a sorprenderlo un attimo prima che si dissolva”.
L'altra metà del dèmone (1997) è composto da tre racconti ambientati nella tarda età dell'impero romano. Il primo, Il fumo e la polvere, è incentrato sul torbido rapporto di odio amore che legò Marco Aurelio a Lucio Vero, suo fratello adottivo; il secondo Le libellule azzurre, narra un'intricata serie di delitti all'interno di una comunità religiosa del III secolo; il terzo, L'altra metà del dèmone, racconta il viaggio di Rutilio Namaziano da Roma, invasa dai barbari, verso la Gallia. Massimo Onofri scrisse riguardo ai racconti: “una strada lastricata, come dentro una fitta nebbia, su cui far transitare figure dal profilo labile e delicato, un attimo prima che la notte del tempo le cancelli del tutto”. Nullo Minissi osservò che la narrativa di Maria Clelia Cardona “è un interrogativo, una riflessione: forse di nuovo il romanzo filosofico?” (Belfagor, gennaio 2001). Elio Pecora constatò: “Alla fine dell'impero romano Maria Clelia Cardona dà il respiro di un affresco grandioso e malinconico e la necessità e la grazia della vita divenuta espressione risolta e poesia”.
Il Cappello nero (2000) è la storia di don Giovannino Cagliani, alias del conte Giovanni Pagliacci Sacchi, un antenato della Cardona, che ne possiede il diario e che su questa base documentaria fonda la sua storia. Cagliani è un rivoluzionario del Risorgimento che vive una vecchiaia intristita a Viterbo e vorrebbe riscrivere la sua vita per darle un nuovo e più nobile significato. Massimo Onofri scrisse: “Chi racconta questa storia? Da quale punto di vista? Don Giovannino guarda dalla specola dei suoi sessant'anni e ipotizza, oltre l'opaca reticenza che inchioda sulla pagina il sé stesso di tanti anni prima, un ben più vivo, cangiante e irredimibile sé, colui che visse veramente e ch'è rimasto muto. Una narratrice lo incalza alle spalle: un personaggio vero, quello che ha ritrovato il diario più di cento anni dopo in una sciffoniera. Ma la narratrice è a sua volta pedinata da una “voce corsiva” che smaschera impietosamente moventi e strategie: e ne denuncia gli imperdonabili cedimenti”. Giuseppe Amoroso osservò che il romanzo “va incontro alla Storia seguendo le orme della verità sfuggente, menzognera, chiazzata d'ombre e di guasti e refrattaria a ogni disperata volontà di restauro”.
Su Furia di diavolo (2008), un romanzo giallo incentrato su un dipinto di Poussin, Annamaria Vanalesti osservò: “Quasi un noir, è ambientato a Roma, nel mondo ambiguo degli antiquari dove il vero e il falso talora non sono distinguibili".
Sottoroma (2013) è una raccolta di racconti le cui vicende si svolgono in una Roma sotterranea, marginale e magica. Caterina Ricciardi scrisse: “Maria Clelia Cardona si tuffa in apnea nei sottosuoli reali o virtuali della città per perlustrarne le animazioni con luci che sfiorano il realismo magico esaltante di contro una altrettanto trasfigurata classicità”. E Giorgio Patrizi notò "un registro che ricostruisce sulla pagina, con precisione toponomastica e pittorica, i luoghi di una marginalità “nobile”, povera, dimessa, ma insieme piena di una vitalità che ha a che fare con la creatività, con l'arte?.

### Poesia
Nella Prefazione a Il vino del congedo (1994) Mario Luzi scrisse che Maria Clelia Cardona “frequenta assai spesso il mito e gli autori classici come occorrenze della sua vita interiore, li richiama come luoghi nei quali l'esperienza dell'uomo si è instaurata ma non si è consumata”. Il mito e i testi della classicità, dunque, “possono essere assunti di nuovo nella circolazione del sentire attuale, non come ricuperi, reperti o citazioni ma come immedesimazioni sostanziali con le figure e le situazioni che li hanno celebrati, e in ogni caso come episodi della continuità univoca dell'umano”.
Laura Lilli definì Da un millennio all’altro (2004): “moderno e insieme antico, esile ma pesante”; per Giancarlo Pontiggia in questa raccolta “Cardona svela la qualità fascinatrice e vertiginosa del tempo che modella le opere dell'uomo e le forme della natura: sulle memorie dell'arte e della storia (non solo classiche: si veda la sezione viterbese fondata su una leggenda medievale, o le figure che animano il parco tardo-cinquecentesco di Bomarzo) prevalgono il crudele “respiro del mondo” (p. 89), il vento occiduo che annuncia autunno e fine (pp. 75–76)”. Marco Vitale descrisse questo libro come insieme lirico e narrante: “esso propone una riflessione che va dai più antichi supporti della scrittura alle fosforescenze che tramano il pianeta, dal respiro della storia alle voci dei poeti amati, dalla natura imprendibile tra i dirupi cimini alle città della vita: Viterbo, Roma, come paesaggi di cultura e di pietre, di immaginazione e affetti”.
Di fiato e di fuoco (2016) è un poemetto in cui Maria Clelia Cardona immaginò la vita di Penelope dopo la seconda e ultima partenza di Ulisse da Itaca. Giovanni Tesio osservò come il poema non si prestasse a facili modernizzazioni andando alla radice del mito: “in Di fiato e di fuoco Odisseo passa dagli occhi e dal cuore di Penelope, e il fuoco della sua partenza attraverso il fiato del suo rammarico di donna, della sua desolazione amorosa, della sua lucida perorazione, davvero tutta femminile: “è l'inganno che ami, non il conoscere - / è il mare”. Ed è rovescio del consueto, del risaputo. Nel nitore classico del verso, accortamente rotto, altrettanto accortamente modulato per diversa ampiezza, scolpito in parole di domestica – ancora una volta antica – solennità, si configura una poesia che non concede confronti se non nell'arcaica ecolalia di qualcosa che sfugge alla citazione e che si risolve in musica, poeticamente in suono vigilato, fortemente congiunto al “contenuto” del suo dire”.
Roberto Deidier scrisse che “Come Eliot strumentalizza l'antico, lo fonde con il moderno, inseguendo i propri flussi analogici e atemporali, così Cardona evita di rivestirsene e affronta direttamente il cuore della questione, neppure attualizzandola ma portandola allo scoperto”.
Sulle tonalità della racolta I giorni della merla (2018) intervenne così Biancamaria Frabotta: “un libro composito, ma composto, variegato, ma concentrato sul suo significato, che ti cattura, fin dal titolo, e non ti lascia fino alla fine. Certamente ti fa innamorare di sé con mezzi subdoli, segretamente avvolti in un antico esercizio di riserbo, di riservatezza, di voci basse, di parole sussurrate ma nitide. Di leggende pagane rivissute talvolta con devota immedesimazione di esperta latinista, di sobria doppiatrice, senza sfoggi e senza trucchi, talaltra invece mischiate, in un semiserio saccheggio di stampo postmoderno, a sdoganati neologismi del web”. Il rapporto privilegiato dell'autrice con Leopardi fu messo in luce da Daniele Piccini: “C'è nell'intero libro di Cardona il sentimento di una fragilità creaturale, che accomuna gli umani agli altri esseri (gli animali, le piante). Tutta l'esistenza trema, in un soffio che solo la parola poetica sembra poter esprimere. Ecco perciò che questa poesia sottomessa al senso della fugacità ritrova nei poeti amati una fraternità e una simbiosi. Il più fraterno di tutti è Leopardi, per cui l'autrice trova la definizione di “fratelli di latte lunare”.
Stefano Agosti nell'analizzare anche sul piano formale i libri più recenti, parlò invece di una forma-oltre-la-forma: “non è bellezza formale, ma una sorta di “bellezza naturale” (chiamiamola così) quella che anima, pervade e illumina Di fiato e di fuoco e I giorni della merla, tanto le procedure che la caratterizzano risultano “connaturate” (mai epiteto appare più adeguato) al Soggetto che la gestisce: diremo che si tratta di procedure in cui la forma che le attua coincide col massimo delle proprie possibilità creative. Si tratta, insomma, di una forma-oltre-la-forma. Il libro inizia con un lungo poemetto sulla perdita della madre, "Il viso girato verso il muro", il cui svolgimento squisitamente narrativo ha come probabile modello il Preludio di Wordsworth, e dove i registri vanno dalle enunciazioni più aderenti al parlato comune (effettivo o solo mentale) alle aperture dei pensieri e sentimenti più straziati, senza esempi di questa altezza nella letteratura italiana contemporanea”.

## Opere principali

### Poesia
- Il vino del congedo, Amadeus, 1994, con introduzione di Mario Luzi.
- Da un millennio all'altro, Empiria, 2004.
- Il segno del novilunio, Il Bulino, 2011.
- Di fiato e di fuoco, Coup d’idée, 2016.
- I giorni della merla, Moretti e Vitali, 2018.

### Narrativa
- Il viso in ombra, Montelliana editrice, 1985.
- La ricerca del Graal, Guida, 1991.
- L'altra metà del demone, Marsilio, 1997.
- Il cappello nero, Marsilio, 2000.
- Furia di diavolo, Avagliano, 2008.
- Sottoroma (racconti), Empiria, 2013.

### Traduzioni
- Yves Bonnefoy, L'acqua che fugge (Poesie scelte 1947-1997), Fondazione Piazzolla, 1998.
- Carmina Burana (Testi scelti. Con i Carmina Burana musicati da Carl Orff), Guanda, 1995.
- Frontone, Elogio della negligenza e altri scritti morali, Medusa, 2006.
- Arthur Rimbaud, Una stagione all'inferno, Ladolfi, 2012.
- Publio Ovidio Nasone, Ibis, Medusa, 2023.

### Saggi
- La storia della villeggiatura, Abete, 1994.
- Antico mare perduto. La poesia e il mare (Antologia di testi poetici), Marcon, 1991.
- L'essenza dei latini (con Luca Canali), Oscar Saggi Mondadori, 2000